# Vestingwerken van Vauban

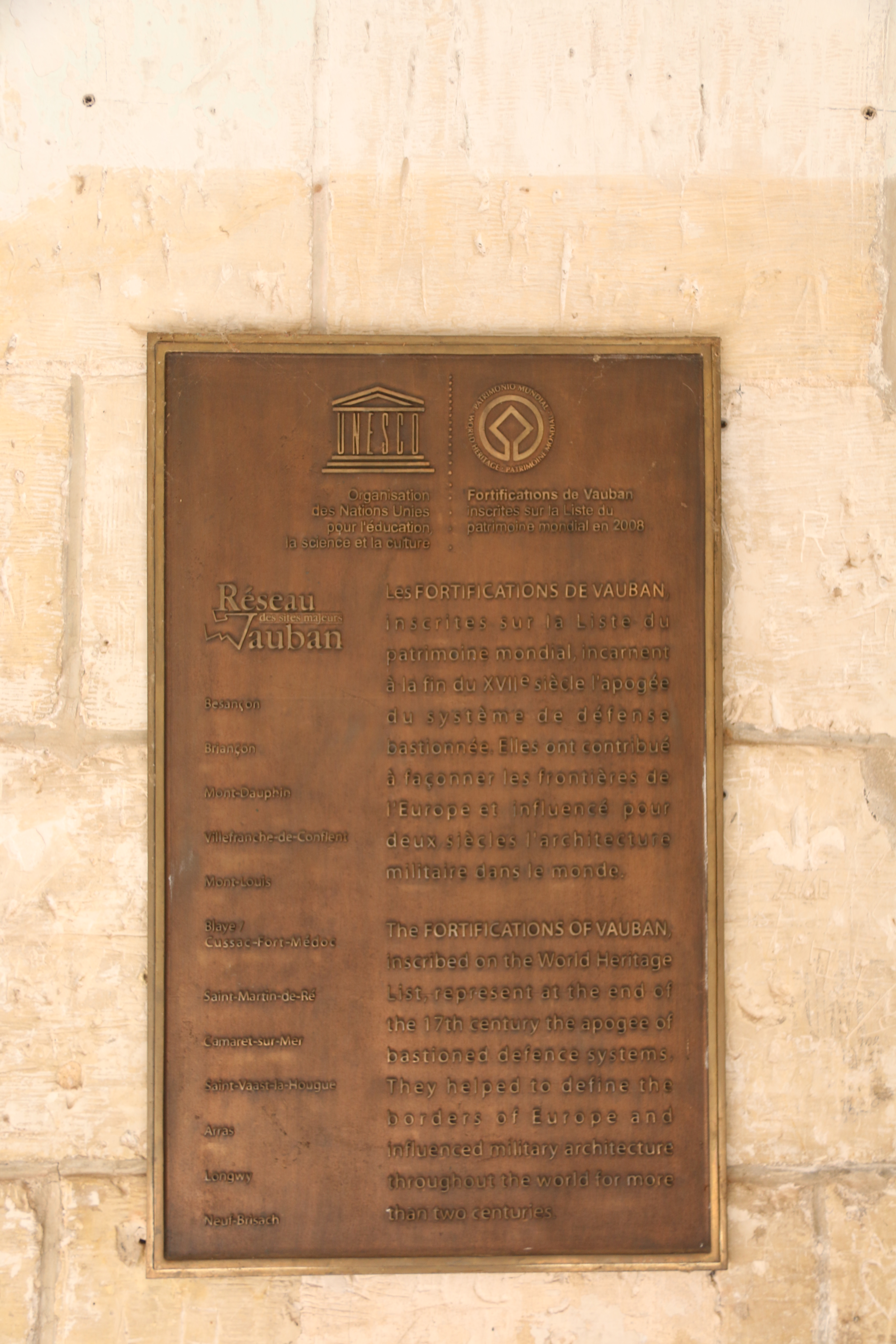
Unesco-plaquette in Arras

De vestingwerken van Vauban hebben een UNESCO werelderfgoed vermelding, daaronder vallen de belangrijkste werken van de Franse bouwmeester Sébastien Le Prestre de Vauban (1633–1707).

## Werelderfgoed
Plaatsen die tot de inschrijving behoren:
1. Arras: de citadel
2. Besançon: de citadel, de stadsmuur en Fort Griffon
3. Blaye: de citadel, Cussac-Fort-Médoc: de citadel en op een eiland in de Gironde: Fort Paté
4. Briançon: vestingwerken met stadsmuur, vier forten, toren en brug
5. Camaret-sur-Mer: met de Tour Vauban of Tour dorée, de gouden toren
6. Longwy: vestingstad
7. Mont-Dauphin: vestingstad
8. Mont-Louis: citadel en vestingstad
9. Neuf-Brisach: een vestingstad
10. Saint-Martin-de-Ré: vesting met stadsmuur, citadel en haven
11. Saint-Vaast-la-Hougue: toren en vestingwerken in de plaats zelf en op het eiland Tatihou
12. Villefranche-de-Conflent: Fort Libéria, stadsmuur en vesting

## Kaart

Steden met vestingwerken van Vauban

## Afbeeldingen

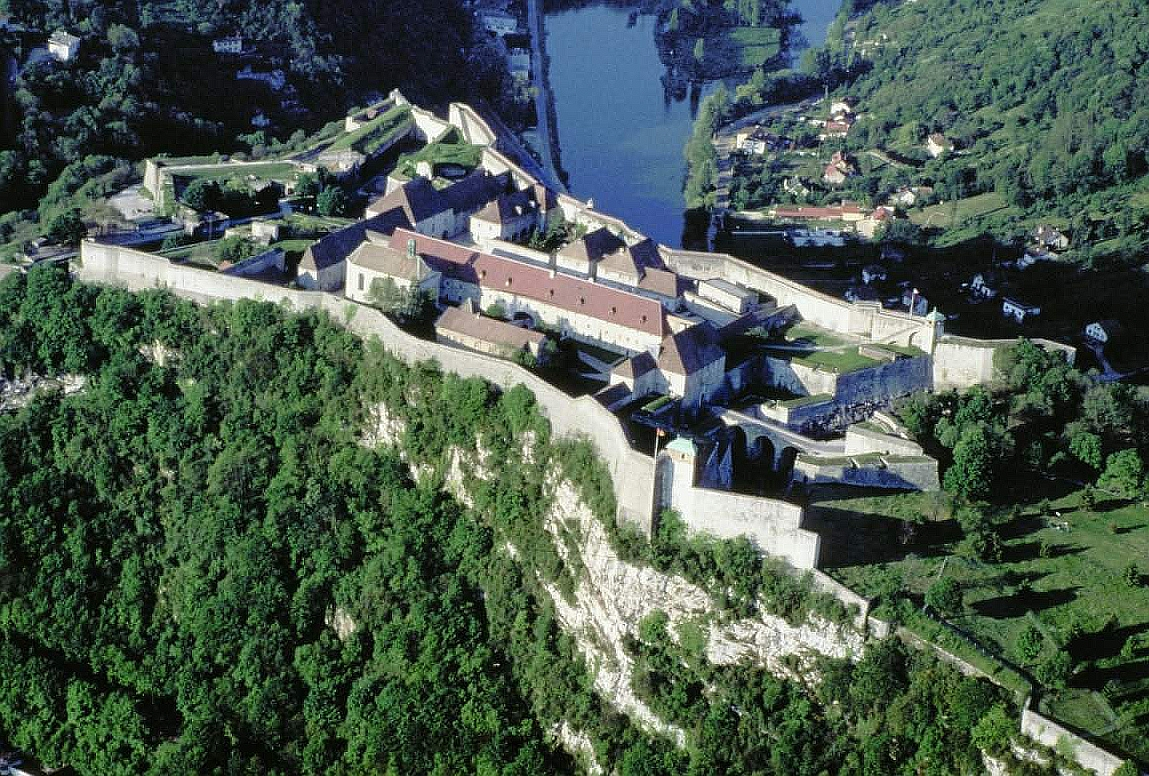
Citadel van Besançon
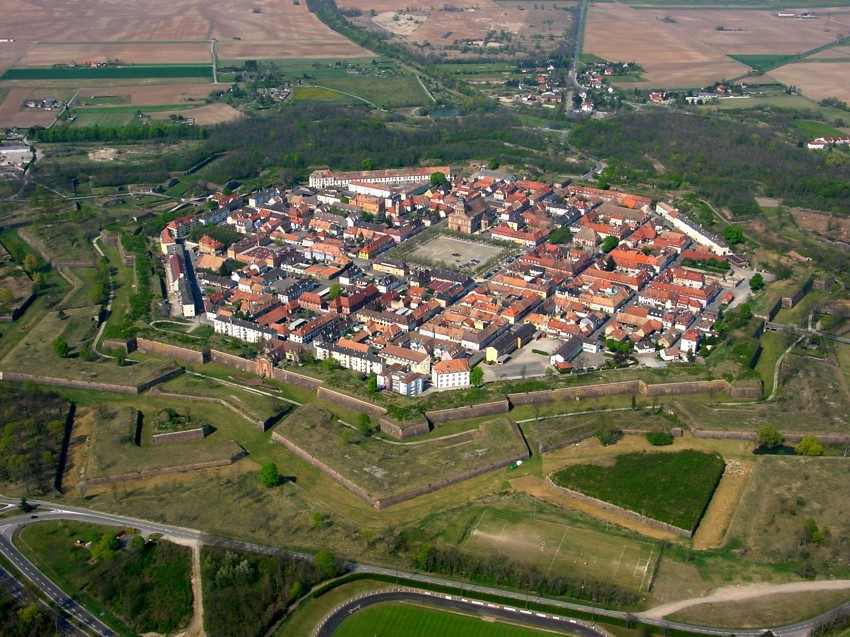
Neuf-Brisach
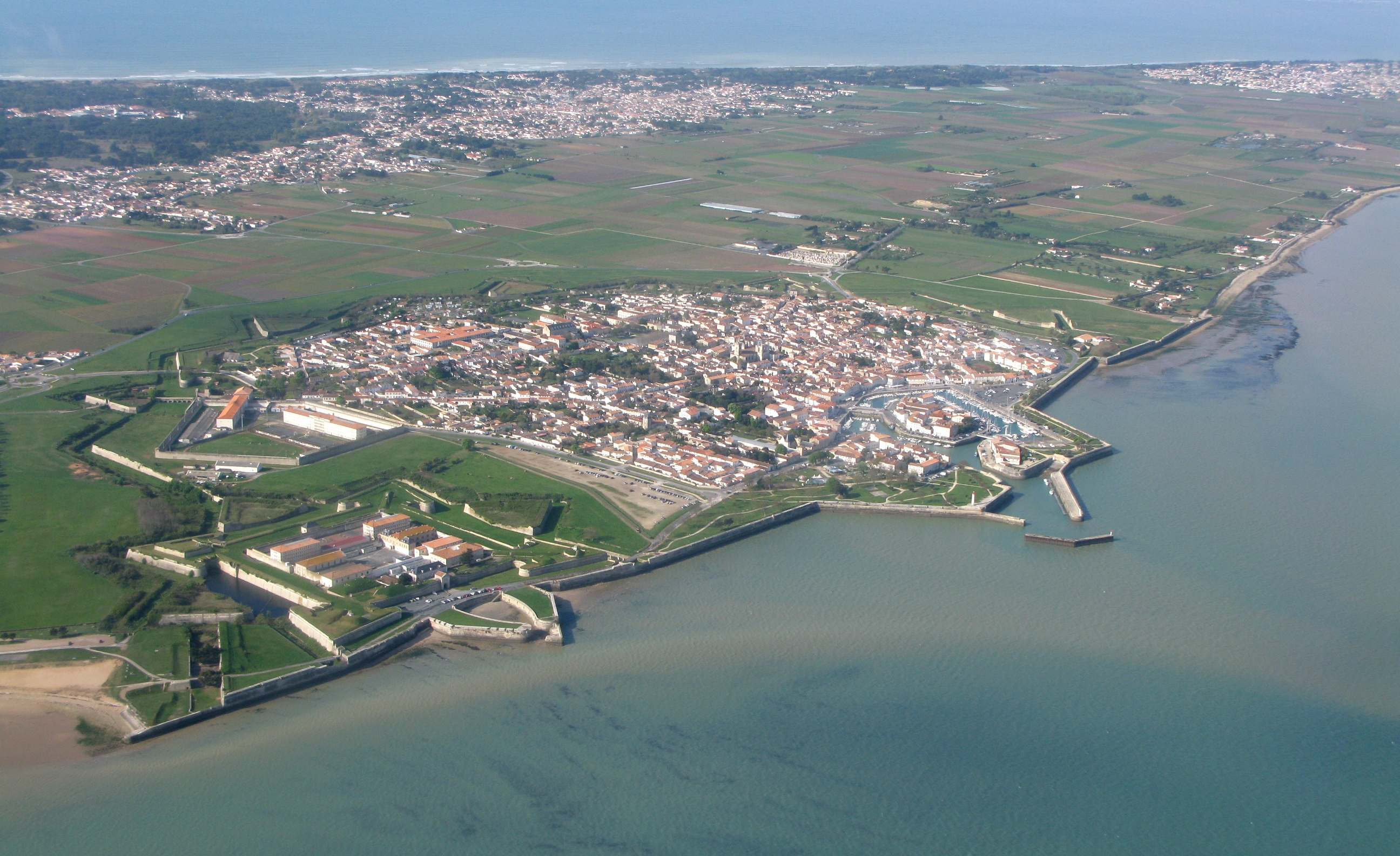
Saint-Martin-de-Ré

## Overige fortificaties
Vauban heeft ook bijgedragen aan de bouw van:
- Fort Knokke, België
- Fort Lagarde in Prats-de-Mollo-la-Preste, Frankrijk
- Ieper, België
- Menen, België
- Oudenaarde, België
- Veurne, België
- Philippeville, België
- Dinant, België
- Doornik, België
- Antibes, Frankrijk
- Condé-sur-l'Escaut, Frankrijk
- Kasteel van Bouillon, België
- Luxemburg, Luxemburg
- Landau in der Pfalz, Duitsland
- Mont Royal, Duitsland
- Citadel van Rijsel, Frankrijk
- Le Quesnoy, Frankrijk
- Maubeuge, Frankrijk
- Vestingwallen van Grevelingen, Frankrijk
- Bergues, Frankrijk
- Montmédy-Haut, de citadel, Frankrijk
- Le Palais op Belle-Île-en-Mer, Frankrijk
- Rocroi, Frankrijk
- Solothurn, Zwitserland
- Fort Mahon, Ambleteuse, Frankrijk